# Ivan Čupić
Ivan Čupić (Metković, 27 marzo 1986) è un ex pallamanista e allenatore di pallamano croato.

## Palmarès
- Giochi olimpici

Londra 2012: bronzo.
- Mondiali

Croazia 2009: argento.
Spagna 2013: bronzo.
- Europei

Norvegia 2008: argento.
Austria 2010: argento.
Serbia 2012: bronzo.
Polonia 2016: bronzo.
- Giochi del Mediterraneo

Almería 2005: argento.